# Wazuka
Wazuka (和束町?) è una cittadina giapponese della prefettura di Kyōto.